# Dieter Friedrich
Dieter Friedrich (* 21. Dezember 1947 in Eldagsen) ist ein ehemaliger deutscher Hürden- und Mittelstreckenläufer.
1971 wurde er in der Halle Deutscher Vizemeister über 800 Meter und gewann bei den Halleneuropameisterschaften in Sofia mit der bundesdeutschen Mannschaft Bronze in der 4-mal-800-Meter-Staffel. Insgesamt trug er von 1969 bis 1976 zehnmal das Nationaltrikot.
1971 und 1975 wurde er Deutscher Vizemeister im 400-Meter-Hürdenlauf. Seine persönliche Bestzeit in dieser Disziplin von 50,56 s stellte er am 15. September 1974 in Berlin auf.
Dieter Friedrich startete zunächst für den Hannover 96, später für die LG Wuppertal.